# Minor Planet Center
Het Minor Planet Center (MPC) is het centrum van het Smithsonian Astrophysical Observatory dat zich toelegt op het bijhouden, controleren, berekenen en verspreiden van gegevens van planetoïden en kometen. Het centrum werd opgericht in 1947.
Ze werkt onder auspiciën van afdeling F van de Internationale Astronomische Unie. Het is een non-profitorganisatie die de meeste gelden verzamelt door de betalende diensten die ze levert. Elke twee maanden doorloopt de werkgroep Small Bodies Nomenclature (WG-SBN) de voorgestelde namen voor nieuwe kometen en planetoïden. De werkgroep telt 13 leden en de voorzitter is Jana Tichá (2018).

## Directeuren
- 1947–1978: Paul Herget
- 1978–2006: Brian Marsden
- 2006–2015: Timothy Spahr
- 2015–2021: Matthew Holman
- 2021–nu: Matthew Payne